# Lijst van nummer 1-hits in de Vlaamse top 10 in 2017
Deze hits stonden in 2017 op nummer 1 in de Vlaamse top 10.
| Datum        | Artiest                           | Titel                        |
| ------------ | --------------------------------- | ---------------------------- |
| 7 januari    | Van Echelpoel                     | Ziet em duun                 |
| 14 januari   | Van Echelpoel                     | Ziet em duun                 |
| 21 januari   | Van Echelpoel                     | Ziet em duun                 |
| 28 januari   | Van Echelpoel                     | Ziet em duun                 |
| 4 februari   | Van Echelpoel                     | Ziet em duun                 |
| 11 februari  | Van Echelpoel                     | Ziet em duun                 |
| 18 februari  | Van Echelpoel                     | Ziet em duun                 |
| 25 februari  | Van Echelpoel                     | Ziet em duun                 |
| 4 maart      | Van Echelpoel                     | Ziet em duun                 |
| 11 maart     | Van Echelpoel                     | Ziet em duun                 |
| 18 maart     | Van Echelpoel                     | Ziet em duun                 |
| 25 maart     | Van Echelpoel                     | Ziet em duun                 |
| 1 april      | Van Echelpoel                     | Ziet em duun                 |
| 8 april      | Van Echelpoel                     | Ziet em duun                 |
| 15 april     | Van Echelpoel                     | Ziet em duun                 |
| 22 april     | Clouseau                          | Ik wil je terug (live)       |
| 29 april     | Clouseau                          | Ik wil je terug (live)       |
| 6 mei        | Van Echelpoel                     | Waddistjom                   |
| 13 mei       | Van Echelpoel                     | Waddistjom                   |
| 20 mei       | Van Echelpoel                     | Waddistjom                   |
| 27 mei       | Van Echelpoel                     | Waddistjom                   |
| 3 juni       | Van Echelpoel                     | Waddistjom                   |
| 10 juni      | Van Echelpoel                     | Waddistjom                   |
| 17 juni      | Van Echelpoel                     | Waddistjom                   |
| 24 juni      | Van Echelpoel                     | Waddistjom                   |
| 1 juli       | Bazart                            | Lux                          |
| 8 juli       | Van Echelpoel                     | Sinds nen dag of 2 (38 jaar) |
| 15 juli      | Van Echelpoel                     | Sinds nen dag of 2 (38 jaar) |
| 22 juli      | Van Echelpoel                     | Sinds nen dag of 2 (38 jaar) |
| 29 juli      | Van Echelpoel                     | Sinds nen dag of 2 (38 jaar) |
| 5 augustus   | Van Echelpoel                     | Sinds nen dag of 2 (38 jaar) |
| 12 augustus  | Van Echelpoel                     | Sinds nen dag of 2 (38 jaar) |
| 19 augustus  | Van Echelpoel                     | Sinds nen dag of 2 (38 jaar) |
| 26 augustus  | Niels Destadsbader & Miguel Wiels | Skwon meiske                 |
| 2 september  | Van Echelpoel                     | Sinds nen dag of 2 (38 jaar) |
| 9 september  | Niels Destadsbader & Miguel Wiels | Skwon meiske                 |
| 16 september | Van Echelpoel                     | Sinds nen dag of 2 (38 jaar) |
| 23 september | Niels Destadsbader                | Sara                         |
| 30 september | Niels Destadsbader                | Sara                         |
| 7 oktober    | Niels Destadsbader                | Sara                         |
| 14 oktober   | Niels Destadsbader                | Sara                         |
| 21 oktober   | Niels Destadsbader                | Sara                         |
| 28 oktober   | Stan Van Samang                   | Hemel voor ons twee          |
| 4 november   | Stan Van Samang                   | Hemel voor ons twee          |
| 11 november  | Stan Van Samang                   | Hemel voor ons twee          |
| 18 november  | Stan Van Samang                   | Hemel voor ons twee          |
| 25 november  | Van Echelpoel                     | Wiesegaidanie                |
| 2 december   | Van Echelpoel                     | Wiesegaidanie                |
| 9 december   | Van Echelpoel                     | Wiesegaidanie                |
| 16 december  | Van Echelpoel                     | Wiesegaidanie                |
| 23 december  | Van Echelpoel                     | Wiesegaidanie                |
| 30 december  | Van Echelpoel                     | Wiesegaidanie                |

Lijsten van nummer 1-hits in de Radio 2 Top 30

1970 ·
1971 ·
1972 ·
1973 ·
1974 ·
1975 ·
1976 ·
1977 ·
1978 ·
1979 ·
1980 ·
1981 ·
1982 ·
1983 ·
1984 ·
1985 ·
1986 ·
1987 ·
1988 ·
1989 ·
1990 ·
1991 ·
1992 ·
1993 ·
1994 ·
1995 ·
1996 ·
1997 ·
1998 ·
1999 ·
2000 ·
2001 ·
2002 ·
2003 ·
2004 ·
2005 ·
2006 ·
2007 ·
2008 ·
2009 ·
2010 ·
2011 ·
2012 ·
2013 ·
2014 ·
2015 ·
2016 ·
2017 ·
2018 ·
2019 ·
2020 ·
2021 ·
2022 ·
2023 ·
2024 ·
2025
Lijsten van nummer 1-hits in de Ultratop 50 

1995 ·
1996 ·
1997 ·
1998 ·
1999 ·
2000 ·
2001 ·
2002 ·
2003 ·
2004 ·
2005 ·
2006 ·
2007 ·
2008 ·
2009 ·
2010 ·
2011 ·
2012 ·
2013 ·
2014 ·
2015 ·
2016 ·
2017 ·
2018 ·
2019 ·
2020 ·
2021 ·
2022 ·
2023 ·
2024 ·
2025
Lijsten van nummer 1-hits in de Vlaamse top 50

2001 ·
2002 ·
2003 ·
2004 ·
2005 ·
2006 ·
2007 ·
2008 ·
2009 ·
2010 ·
2011 ·
2012 ·
2013 ·
2014 ·
2015 ·
2016 ·
2017 ·
2018 ·
2019 ·
2020 ·
2021 ·
2022 ·
2023 ·
2024 ·
2025
- Nederland (Top 40)
- Nederland (Single Top 100)
- Nederland (3FM Mega Top 50)
- Nederland (Graadmeter)
- Vlaanderen (Radio 2 Top 30)
- Vlaanderen (Ultratop 50)
- Vlaanderen (Top 30 van Ultratop)
- Wallonië
- Australië
- Canada
- Denemarken
- Duitsland
- Frankrijk
- Ierland
- Italië
- Nieuw-Zeeland
- Noorwegen
- Oostenrijk
- Polen
- Verenigd Koninkrijk
- Verenigde Staten (Hot 100)
- Zweden
- Zwitserland